# Федеральный закон № 119 (О доступе родственников в реанимацию)
Федеральный закон от 29 мая 2019 г. N 119-ФЗ «О внесении изменений в статьи 14 и 79 Федерального закона «Об основах охраны здоровья граждан в Российской Федерации» — нормативный акт, предусматривающий допуск родственников больных в отделения реанимации и интенсивной терапии. Закон был подписан президентом Владимиром Путиным 29 мая 2019 года и вступил в силу через три дня, с 1 июня.

## Основные положения
Главная новация закона - его второй пункт, дополняющий часть 1 статьи 79 Федерального закона «Об основах охраны здоровья граждан в Российской Федерации» пунктом 15, который предписывает больницам «предоставлять возможность родственникам и иным членам семьи или законным представителям пациента посещать его в медицинской организации, в том числе в её структурном подразделении, предназначенном для проведения интенсивной терапии и реанимационных мероприятий, в соответствии с общими требованиями, установленными уполномоченным федеральным органом исполнительной власти в соответствии с пунктом 19-1 части 2 статьи 14 настоящего Федерального закона». Как поясняют юристы, под уполномоченным федеральным органом исполнительной власти имеется в виду Минздрав России, которому поручается разработка порядка доступа в палаты реанимации и интенсивной терапии.
Добавленный в часть 2 статьи 14 Федерального закона «Об основах охраны здоровья граждан в Российской Федерации»пункт 19-1, о котором идет речь выше, предусматривает «утверждение общих требований к организации посещения пациента родственниками и иными членами семьи или законными представителями пациента в медицинской организации, в том числе в её структурных подразделениях, предназначенных для проведения интенсивной терапии и реанимационных мероприятий, при оказании ему медицинской помощи в стационарных условиях». До принятия закона  (а точнее, до утверждения требований Минздрава к больницам) общих правил не было, и решение о допуске к человеку, находящемуся в реанимации, принималось медицинскими работниками в индивидуальном порядке, в порядке своего рода «жеста доброй воли».
«Проект закона длительное время прорабатывался с Минздравом, и сегодня мы можем сказать, что мы вышли на согласованную позицию, — отметили в Госдуме при обсуждении документа. —У родителей, супругов, детей появится возможность быть рядом с родными людьми в тяжелые моменты их жизни».

## Предыстория
Вопрос о трудностях, с которыми сталкиваются родственники пациентов, находящихся в палатах реанимации и интенсивной терапии поднял артист и создатель благотворительного фонда Константин Хабенский во время «прямой линии с Владимиром Путиным» в апреле 2016 году. Хабенский предложил урегулировать ситуацию в законодательном поле, «чтобы не было никаких неожиданностей на местах», а также расширить возможность для посещения пациентов в реанимации, сняв возрастные ограничения. Президент дал Минздраву соответствующее поручение, и уже в мае ведомство опубликовало памятку для родственников пациентов, которая содержала рекомендации общего характера. В это же время что на сайте change.org была создана петиция (собравшая более 360 тыс. подписей), в которой отмечалось, что, несмотря на отсутствие прямого запрета, «решение о допуске или недопуске родственников в реанимацию принимается на уровне главного врача или завотделением, и в 99% случаев это решение принимается не в пользу родственников и пациентов».
Первое чтение законопроекта прошло в июле 2018 года, однако согласование с профильным ведомством заняло почти год. При этом  еще 2017 году в Москве заработал пилотный проект столичного департамента здравоохранения, в рамках которого родственников стали допускать в отделения реанимации и интенсивной терапии (с июля 2018 года — круглосуточно). Также в ряде регионов страны заработала программа «Открытая реанимация», реализуемая при поддержке АСИ.

## Общественная реакция
В обществе новый закон был встречен положительно: его принятия давно ждали. Положительная реакция отмечена и со стороны общественных организаций. Впрочем, по мнению некоторых экспертов, документ в дальнейшем имело бы смысл дополнительно усовершенствовать.  Так, член Центрального штаба ОНФ, учредитель фонда «Вера» Нюта Федермессер считает, что в законе «должно быть прописано именно право на круглосуточное посещение, то есть право для родственника прийти в отделение реанимации и интенсивной терапии и увидеть близкого, убедиться, что он жив, или, наоборот, проститься с ним в любое время суток».
Председатель комитета Госдумы по охране здоровья Дмитрий Морозов отметил, что новый закон едва ли вызовет энтузиазм у медработников: «Не все в профессиональном сообществе принимают этот законопроект на ура. Это напряженнейший труд: люди, которые оказывают реанимационную помощь, сутки проводят на ногах в огромном море назначений, манипуляций, реанимационных мероприятий». «Но с другой стороны, человек [пациент] проживает, возможно, самые тяжелые минуты или часы в своей жизни.  Ему, конечно же, родственники важнее всего», — резюмировал депутат.